# Ранк, Отто
О́тто Ра́нк (нем. Otto Rank, настоящая фамилия Розенфе́льд; 22 апреля 1884, Вена — 31 октября 1939, Нью-Йорк) — австрийский психоаналитик, один из ближайших учеников и последователей Фрейда. Занимался теорией сновидений, соотнося материал сновидений с мифологией и художественным творчеством. Наиболее известна его монография «Травма рождения и её значение для психоанализа», в которой он указывает, что изгнание плода из материнского чрева является «основной травмой», определяющей развитие неврозов, и что каждому человеку присуще бессознательное стремление возвратиться в материнское лоно. Фрейд не разделял этой концепции.

## Биография
Отто Ранк родился 22 апреля 1884 года в Вене в бедной еврейской семье младшим из двух сыновей. Его семья не питала особых духовных притязаний. Отец авторитарно направлял его образование, считая что юный Отто должен был стать инженером-машиностроителем. Окончив ремесленное училище с аттестатом зрелости, Ранк работал в мастерской. В это время он самостоятельно изучал психологию, окончил Венскую школу искусств, проявляя особый интерес к мифологии и литературе. Взял себе фамилию доктора Ранка из пьесы Г. Ибсена «Кукольный дом».
В 1906 году познакомился с Зигмундом Фрейдом, представив ему рекомендательное письмо Альфреда Адлера, который являлся семейным врачом Розенфельдов, и рукописи трёх работ, одна из которых легла в основу опубликованной в 1907 году книги «Художник». Фрейд высоко оценил рукописи, увидев в молодом человеке способности к занятию психоанализом. «…выпускник ремесленного училища представил нам рукопись, которая выдавала исключительное понимание предмета. Мы уговорили его продолжить гимназическое образование, посещать университет и посвятить себя неврачебному приложению психоанализа…» — вспоминал впоследствии Фрейд. В результате Отто Ранк окончил Венский университет и в 1912 году получил степень доктора философии.
Между Фрейдом и Ранком со временем развилась глубокая личная дружба; Фрейд обращался с ним как со своим сыном. В 1912 году Ранк стал секретарём Венского психоаналитического общества, а с 1913 года являлся членом тайного комитета. С 1919 по 1924 год он возглавлял издательство, в котором осуществлялась публикация психоаналитических работ.
Став первым психоаналитиком без медицинского образования, О. Ранк начал принимать пациентов, устроив приёмный кабинет в том же доме, где находилась его квартира. На протяжении ряда лет он занимался исследовательской деятельностью, ведал управленческими и финансовыми делами психоаналитического сообщества, оказывал Фрейду помощь в организационных вопросах, был вице-президентом Венского психоаналитического сообщества.
В начале 1920-х годов Ранк высказал ряд идей, которые предопределили его выход из числа членов тайного комитета и последующий разрыв с Фрейдом. В 1924 году, по приглашению президента Нью-Йоркского психоаналитического общества он ездил в США, где в течение нескольких месяцев излагал новые идеи перед американскими психоаналитиками, часть которых стала проходить у него краткосрочный анализ. В том же 1924 году вместе с Шандором Ференци опубликовал работу «Развитие психоанализа».
Возвратившись в Вену, О. Ранк ушёл с поста главного редактора психоаналитического журнала. В 1929 году Ранк подал в отставку, фактически предопределив окончательный разрыв с Зигмундом Фрейдом. В начале 1930-х годов О. Ранк работал психоаналитиком в Париже.
В 1935 году Отто Ранк переехал в США, где занимался преподавательской и терапевтической деятельностью, сопровождавшейся выдвижением новых психоаналитических идей.
31 октября 1939 года Отто Ранк скончался в Нью-Йорке от почечной инфекции.

## Миф о рождении героя
О. Ранк был одним из первых психоаналитиков, который уделил особое внимание использованию психоаналитического метода исследования при изучении искусства, религии, поэзии, литературы. В работе «Миф о рождении героя» О. Ранк выдвинул положение, в соответствии с которым открытие источника содержательной идентичности мифов всех времён и народов возможно лишь на основе их психологического анализа.
О. Ранк рассматривал способность к воображению в качестве универсального явления, характерного не только для человека, но и для человечества в целом. Обратившись к мифологическому материалу различных легенд, включая мифы о рождении Саргона, Моисея, Эдипа, Париса, Телефа, Персея, Гильгамеша, Кира, Тристана, Ромула, Геркулеса, Иисуса, Зигфрида и Лоэнгрина, О. Ранк выявил ряд единообразных черт, которые могут служить основой для построения стандартного сказания. Во всех мифах присутствует такое отношение героя к своим родителям, которое имеет нездоровый характер. О. Ранк считал, что подобное отклонение обусловлено чем-то таким, что находит отражение в характере самого героя.
Идеи Фрейда, высказанные им в «Семейном романе невротиков» получили у Ранка дальнейшее развитие. О. Ранк отметил, что мотивы брошенных и воспитанных другими родителями детей содержатся во многих мифах и сказаниях. По мнению Ранка, мифы о героях и семейные романы включают в себя одну и ту же тенденцию, связанную со стремлением героя избавиться от родителей и аналогичным желанием, присутствующим в фантазии ребёнка.
В процессе психологического объяснения смысла мифа о рождении героя, О. Ранк попытался выявить связи мифа с некоторыми психическими заболеваниями. В частности, он считал, что в своих основных чертах мифы о героях во многом соответствуют маниакальным представлениям психотиков, страдающих манией преследования или величия. Исходя из подобного понимания, им была выявлена тесная связь между мифом о герое и структурной манией у параноиков, а также дана характеристика мифа как параноидальной структуры.

## Травма рождения и её значение для психоанализа
Отто Ранк полагал, что травма рождения становится первым источником возникновения страха и тревоги. О. Ранк исходил из того, что момент появления на свет ребёнка и отделения его от матери является травмирующим событием в жизни человека. Стремление к возвращению в чрево матери, к восстановлению предшествующего положения непосредственно связано с травмой рождения.
О. Ранк считал, что невроз возникает на почве внутрипсихического конфликта между стремлением человека вернуться в первоначальное состояние дородовой гармонии и воспоминанием об ужасе рождения.
— страх кастрации стал рассматриваться в плане символического выражения первичной травмы (рождение ребёнка) и вторичной травмы (отлучение ребёнка от материнской груди);
— комплекс Эдипа — с точки зрения осуществляемых человеком попыток возвращения в утробу матери (перенос внутриутробного удовольствия на заряженные тревожностью гениталии);
— страх инцеста и соответствующие запреты — как то, что противостоит фантазиям о возвращении в матку.
Говоря о психоаналитической терапии, О. Ранк считал, что в своей завершающей фазе процесс исцеления является для пациента своего рода новым рождением. В бессознательном процесс исцеления соотносится с символикой рождения, и пациент может воспринимать себя в качестве новорождённого, то есть духовного ребёнка аналитика. Фантазия пациента о перерождении оказывается повторением в анализе его собственного рождения. Таким образом, анализ можно рассматривать в качестве успешного завершения ранее неудачной для пациента попытки преодолеть травму рождения.

## Вклад в развитие психоанализа
В настоящее время идеи Ранка получили развитие в трудах Станислава Грофа (США), проводившего эксперименты с применением галлюциногенов (ЛСД) и обнаружившего следы воспоминаний о пребывании плода во чреве матери и о родах (так называемые перинатальные матрицы).

## Публикации на русском языке
- Ранк О. Миф о рождении героя. — М.: «Рефл-бук», «Ваклер», 1997.
- Ранк О. Травма рождения и её значение для психоанализа. — М.: «Когито-Центр», 2009.
- Ранк О. Отчёт о первом частном Психоаналитическом собрании в Зальцбурге 27 апреля 1908 года. — Ижевск: ERGO, 2012.
- Ранк О. Двойник. — Скифия-принт, 2017. — ISBN 978-5-98620-249-5.
- Ференци Ш., Ранк О. Цели развития психоанализа. — ERGO, 2016. — ISBN 978-5-98904-231-9.